# My Own Worst Enemy (singolo)
My Own Worst Enemy è un singolo del gruppo musicale statunitense Lit, pubblicato il 2 marzo 1999 come primo estratto dall'album A Place in the Sun.

## Tracce
CD Maxi
1. My Own Worst Enemy – 2:50
2. Money – 2:58
3. Lovely Day – 4:07

7"
1. My Own Worst Enemy – 2:50
2. Bitter – 3:30

## Classifiche
| Classifica (1999) | Posizione massima |
| ----------------- | ----------------- |
| Paesi Bassi       | 56                |
| Regno Unito       | 16                |
| Stati Uniti       | 51                |